# 1990-те
90-те години на 20 век е десетото и последно десетилетие на 20 век, започва на 1 януари 1990 г. и приключва на 31 декември 1999 г.
В първите години на десетилетието световната социалистическа система се разпада и нараства ориентацията в политическо отношение към десницата, включително нараства подкрепата за крайно десни партии в Европа. В Индия се появява националистката хиндуистка Bharatiya Janata Party, а в САЩ, Канада и Обединеното кралство се извършват съкращения в социалните разходи, В САЩ се наблюдава увеличаване на броя на смъртните присъди, което обаче намалява през следващото десетилетие.
Възникват нови етнически конфликти в Африка, на Балканите и в Кавказ, като първите два довеждат до геноцид, съответно в Руанда и Босна. Продължава напрежението между Израел и арабския свят въпреки напредъка, постигнат с договорите от Осло. Конфликтът в Северна Ирландия утихва през 1998 след 30 години насилие с подписването на Белфасткото споразумение.
Комбинация от фактори, сред които продължаващата масова мобилизация на ресурси на капиталовиите пазари поради политиката на неолиберализъм, разведряването след десетилетия Студена война, началото на разцвет на нови медии като Интернет след средата на десетилетието, нарастващият скептицизъм към политиките на правителствата и разпадът на Съветския съюз водят до прегрупиране на икономическата и политическата власт в страните и в света. Китай започва да се откроява като икономическа сила и глобален център на производството на много потребителски стоки. Дот-ком балонът от 1997 – 2000 носи богатство на отделни предприемачи, преди да се спука между 2000 и 2001.
През 1990-те се наблюдава голям напредък в науката и технологиите: изобретен е World Wide Web, направени са първите опити за генна терапия и „бебета по поръчка“ и оттогава се развиват и усъвършенстват.
Деветдесетте години бележат началото на революцията в телекомуникациите, и по-специално превръщането на интернет и мобилния телефон в неразделна част от ежедневието на повечето хора.
В културно отношение се увеличава мултикултурализмът и се развиват алтернативни медии, като процесът продължава и след 2000 г. Възникват течения като гръндж, рейв музика, хип-хоп и попфолк и се разпространяват сред младежта по света, подпомогнати от новите за времето си кабелна телевизия и уеб.